# Diane Fleri

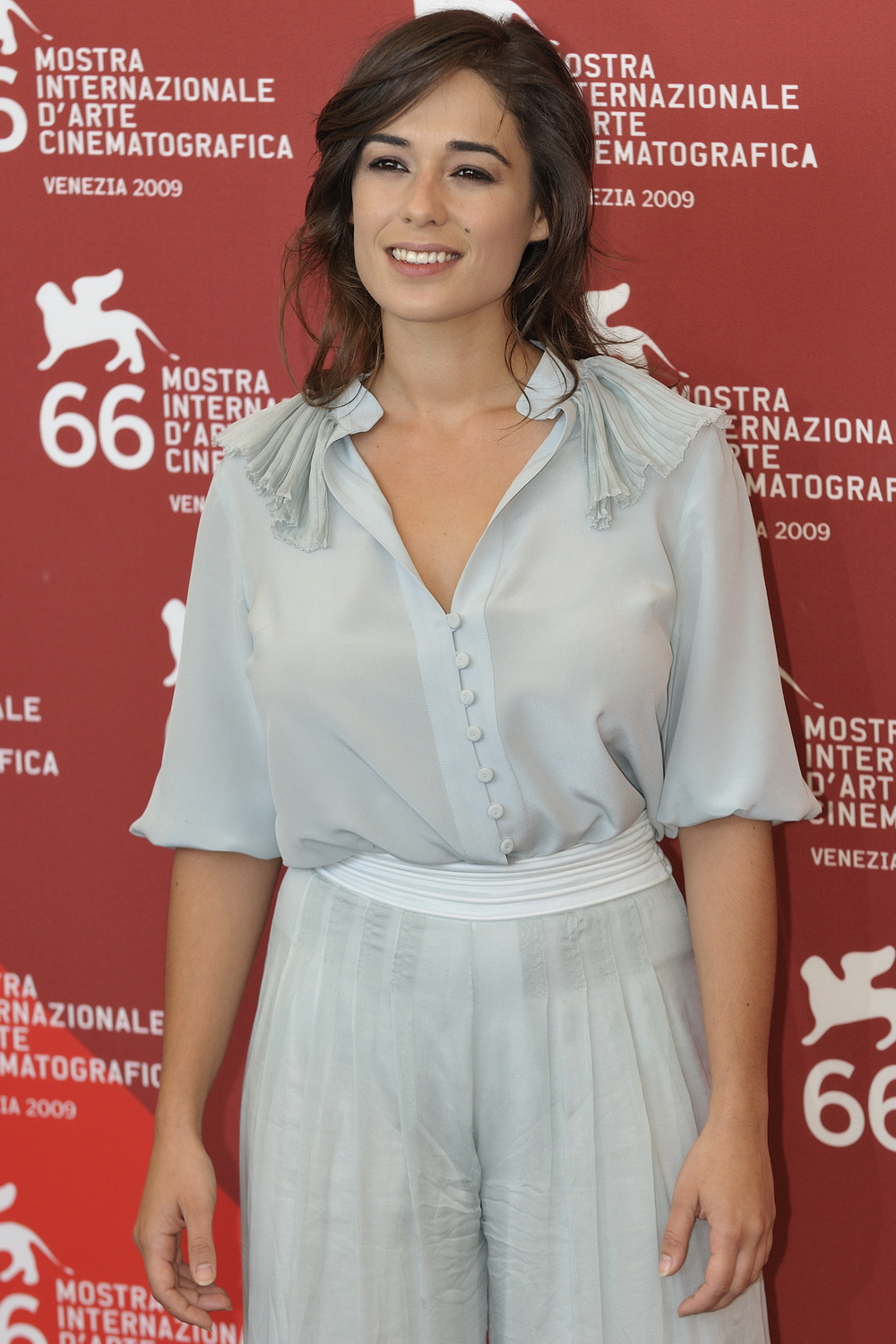
Diane Fleri (Filmfest Venedig 2009)

Diane Fleri (* 13. Juli 1983 in Quimper, Frankreich) ist eine italienische Schauspielerin.

## Leben
Diane Fleri wurde als Tochter eines italienischen Diplomaten und einer französischen Mutter in Frankreich geboren. Mit ihrer Schwester und zwei Brüdern lebte sie bis zum Ausbruch des Zweiten Golfkrieges in Jerusalem. Nach einer Zwischenstation auf Malta lebt sie seit Anfang der 1990er Jahre in Rom. Fleri hatte nicht die Absicht, Schauspielerin zu werden, bis man sie auf der Straße ansprach und ihr den Vorschlag machte, in einem Film mitzuwirken. Sie debütierte in der 1999 erschienenen und von Gabriele Muccino inszenierten Komödie So wie du ist keine an der Seite von Anna Galiena, Enrico Silvestrin und Silvio Muccino. Anschließend studierte sie Politikwissenschaften, brach das Studium jedoch nach kurzer Zeit ab. Fleri zog nach Paris, wo sie Schauspielunterricht nahm und auf der Theaterbühne spielte. Anschließend zog sie wieder nach Italien und tritt seitdem regelmäßig in italienischen Produktionen auf, unter anderem war sie in Mein Bruder ist ein Einzelkind (2007) und I Am Love (2009) zu sehen.

## Filmografie (Auswahl)
- 1999: So wie du ist keine (Come te nessuno mai)
- 2005: La notte breve
- 2006: R.I.S. – Delitti imperfetti (Fernsehserie, Episode 2x13)
- 2007: Mein Bruder ist ein Einzelkind (Mio fratello è figlio unico)
- 2008: Il prossimo tuo
- 2008: Solo un padre
- 2008: Quell'estate
- 2008–2009: I liceali (Fernsehserie, 10  Episoden)
- 2009: Ich bin die Liebe (Io sono l’amore)
- 2010: Gli ultimi del paradiso
- 2010: Febbre da fieno
- 2011: Anche se è amore non si vede
- 2011: L'amore fa male
- 2011: Anche se è amore non si vede
- 2012: Eine Wohnung für drei (Posti in piedi in paradiso)
- 2012: Nina
- 2014: Questo nostro amore (Fernsehserie, 6 Episoden)
- 2016: Solo (Fernsehserie, 7 Episoden)
- 2018: Libero Grassi (Fernsehfilm)
- 2020: Boriness
- 2021: L'amore non si sa
- 2022: The Boat
- 2022: Questa notte parlami dell'Africa
- 2022: Studio Battaglia (Fernsehserie, Episode 1x03)
- 2023: Io vivo altrove!
- 2023: Romantiche